# گرگ ماده
«گرگ ماده» (به انگلیسی: She Wolf) (به اسپانیایی: Loba) آلبومی از هنرمند اهل کلمبیا شکیرا است که در ۹ اکتبر ۲۰۰۹ منتشر شد.